# Höör (Gemeinde)
Koordinaten: 55° 56′ N, 13° 33′ O

Höör ist eine Gemeinde (schwedisch kommun) in der südschwedischen Provinz Skåne län und der historischen Provinz Schonen. Der Hauptort heißt wie die Gemeinde Höör.
Die Gemeinde entstand 1969 durch den Zusammenschluss der Gemeinden Norra Frosta, Snogeröd und Tjörnarp.
Höör ist bekannt für den großen Tierpark Skåne (Skånes Djurpark). Auf dem Gemeindegebiet befindet sich auch das Bosjökloster am See Ringsjön.

## Orte
Folgende Orte sind Ortschaften (tätorter):
- Höör
- Ljungstorp och Jägersbo
- Norra Rörum
- Ormanäs och Stanstorp
- Sätofta
- Snogeröd
- Tjörnarp